# Claire (stripreeks)
Claire is een Nederlandse stripreeks getekend door Robert van der Kroft en oorspronkelijk geschreven door Jan van Die en Wilbert Plijnaar. Later nam Evert Geradts de scenario's van Plijnaar over. Comicup hielp later Van der Kroft met het tekenen van deze strip.
Het is een gagstrip waarvan wekelijks 1 pagina in de Flair verscheen.

## Inhoud
Deze strip gaat over drie jonge vrouwen. Het aantrekkelijke titelpersonage Claire woont samen met haar twee vriendinnen Jup en Brix in een hoekhuis. Jup is een computerverslaafde workaholic en Brix is een onzekere en mollige vrouw. Ze hebben elk een eigen verdieping en werken ook alle drie. In het begin heeft Claire een paar korte relaties, maar na twee jaar ontmoet ze haar vaste vriendje en bokser Ricky. Ook heeft Claire een kat genaamd Pimmetje.

## Publicatiegeschiedenis
De tekenaar Robert van der Kroft en scenaristen Wilbert Plijnaar en Jan van Die werkten al eerder samen aan de strip Sjors en Sjimmie onder het acroniem De Wiroja's. Eind 1987 had de hoofdredacteur van het tijdschrift Flair, Wiel Elbersen, een strip voor het Vlaams-Nederlands-Waals blad nodig. Hierop creëerden de Wiroja's deze stripreeks voor dat blad en het verscheen wekelijks vanaf maart 1988. Het titelpersonage is vernoemd naar het liedje Clair van de Ierse zanger Gilbert O'Sullivan. De strip verscheen in het Nederlands en het Frans en oorspronkelijk was het de bedoeling dat het ook in het Engels verscheen (wat uiteindelijke niet is doorgegaan). Daarom is er gekozen voor een drietalige naam.
In de beginperiode woonden de Wiroja's alle drie in Rotterdam, zagen ze elkaar regelmatig en werden de gags zo verzonnen. Later verhuisden ze en zagen de Wiroja's elkaar minder. Op een gegeven moment had Plijnaar het te druk met zijn werk voor Amerikaans animatiestudio's, dus nam Evert Geradts zijn werk voor Claire over. Geradts had namelijk al vaker samengewerkt met de Wiroja's voor de strip Sjors en Sjimmie en had ook al eens eerder meegeholpen met Claire.
Vanaf 2002 was Geradts de nieuwe scenarist.
Vanaf het zestiende album kreeg Van der Kroft het te druk en nam de Spaanse studio Comicup een deel van het tekenwerk over. Van der Kroft schetste de pagina, waarna Comicup de verdere afwerking deed. Van der Kroft corrigeerde die tekeningen daarna weer een beetje.
In 2009 besliste de nieuwe hoofdredactrice van het Nederlandse tijdschrift Flair om de strip in het blad stop te zetten. De strip bleef wel lopen in het Vlaamse zusterblad. De tijdschriftpublicatie werd in maart 2017 stopgezet, maar er verschenen nog albums met niet eerder gebundelde gags. In 2019 maakte Claire haar comeback in het kwartaalblad StripGlossy en tijdens de coronacrisis in 2020 begon Van der Kroft weer nieuwe strips te maken.

## Albums

### Hoofdreeks
Hieronder volgt een lijst van albums.
1. Op eigen benen (1990)
2. Ricky (1991)
3. Licht & Luchtig (1991)
4. Relatie inflatie (1992)
5. Bekend van tv (1993)
6. Bakken in de zon (1994)
7. Puur natuur (1994)
8. Altijd prijs (1995)
9. In extase (1996)
10. Proost (1997)
11. Netwerken (1998)
12. Fast Food (1999)
13. In vuur en vlam (2000)
14. De volgende ronde (2000)
15. Sirene (2001)
16. In vorm (2004)
17. Sunny (2005)
18. Mannen zat! (2007)
19. Met slagroom (2008)
20. Strikverhalen (2009)
21. Lachtherapie (2009)
22. Meiden met ballen (2010)
23. Wilde nachten (2011)
24. Hartsgeheimen (2013)
25. Cocktail (2014)
26. Klonen zijn bedrog (2015)
27. Functioneel bloot (2016)
28. Boeiende experimenten (2017)
29. Maak plaats! (2018)
30. Ja, ik wil! (2020)

### Buiten reeks
Onderstaande albums verschenen als bijlage bij Flair.
- Factor 30 (1994)
- Klussen maar (1996)
- Extra large (1998)
- Klussen aan je vent (2008)